# Surge glaciale
I surge glaciali , o semplicemente surge o surging, sono eventi di breve durata in cui un ghiacciaio può muoversi a velocità fino a 100 volte superiori a quella normale (300 metri l'anno) avanzando notevolmente. I ghiacciai soggetti al surge sono quelli raggruppati intorno a poche aree. Le maggiori concentrazioni di questo tipo di ghiacciai si possono trovare nelle isole Svalbard, nell'Arcipelago artico canadese, in Alaska e in Islanda. I surge glaciali possono avvenire a intervalli periodici regolari. In alcuni ghiacciai, i surge possono verificarsi in cicli abbastanza regolari che vanno da 15 a 100 eventi per anno. In altri ghiacciai, il fenomeno del surging è imprevedibile . In alcuni ghiacciai, tuttavia, il periodo di stagnazione e di accumulo tra due surge in genere dura 10-200 anni ed è chiamato fase quiescente . Durante questo periodo le velocità del ghiacciaio sono significativamente più basse, e i ghiacciai possono ritirarsi in modo consistente.

## Tipi di surge glaciali
I surge glaciali sono stati raggruppati in due categorie a seconda del carattere dell'evento. I ghiacciai in Alaska mostrano surge con un improvviso "attacco", un tasso di flusso massimo estremamente alto (decine di metri/giorno) e una improvvisa cessazione, spesso con un deflusso di acqua immagazzinata. Questi sono definiti surge di tipo alaskiano e si presume che siano idrologicamente controllati..
I surge delle Svalbard in genere mostrano un comportamento diverso e sono di solito associati a un "attacco" più lento con una fase di accelerazione, che s'innalza a una velocità massima tipicamente più lenta (fino a quattro o cinque metri al giorno) rispetto ai surge alaskiani, e il loro ritorno ad una condizione di quiescenza spesso richiede anni.

## Esempi di eventi di surge glaciali
Nell'arcipelago delle Svalbard (artico norvegese) centinaia di ghiacciai ricoprono il 60% della loro superficie  e di questi ghiacciai, centinaia si sono dimostrati avere un andamento di tipo surge .
Gli eventi di surge glaciali nel Karakoram comportano un "estremo sollevamento e denudazione" .
Nel 1980, in Alaska si sono osservati diversi mini-surge del Variegated Glacier. I mini-surge di solito mostrano tempi di intervallo di flusso basale di 5–10 ore, correlato alle differenze tra la parte in fase di surging del ghiacciaio e il deflusso di acqua e sedimenti . Quando il 5 luglio del 1982 il surge terminò, ci fu nello stesso giorno un grande evento di inondazione, con altre inondazioni nei giorni successivi. Ciò che Humphrey scoprì nei suoi studi è che dietro alla zona di surge glaciale, vi siano in modo predominante velocità lente di acqua basale e alti tassi di slittamento prima del rilascio brusco di grandi quantità d'acqua .
Tra gli eventi di surge glaciali più noti delle Alpi è possibile citare:

### Vernagtferner
Ghiacciaio sito nelle Ötztaler Alpen, in Austria, che ha fatto registrare numerosi episodi di surge tra il XVI e il XIX secolo. Ciclicamente la fronte glaciale ostruiva il fondovalle sottostante sbarrando il Rofenache, il corso d'acqua retrostante, creando laghi effimeri chiamati Rofener Eissee. In taluni casi, a seguito dell'improvvisa rottura dello sbarramento glaciale, si verificarono disastrose piene che causarono danni e decessi nei centri abitati a valle (le più catastrofiche avvennero negli anni: 1600, 1678, 1680, 1773, 1845, 1847 e 1848). Durante il surge del 1845 venne rilevata una velocità media della fronte glaciale di 12,5 m al giorno per il periodo dal 19 maggio al 1 giugno, ed un complessivo avanzamento di circa 950 m in un anno.
Suldenferner - Vedretta di Solda
Ghiacciaio sito nel massiccio dell'Ortles-Cevedale, poco a monte dell'abitato di Solda, in Alto Adige. Tra il 1817 e il 1818 il ghiacciaio sviluppò un vero e proprio surge, avanzando di 1,2 km in due anni e arrestando la propria fronte a soli 300 m in linea d'aria dai masi Gampenhof, le abitazioni più a monte del centro abitato di Solda. 
Ghiacciaio del Belvedere
Senza dubbio l'evento di surge più recente accaduto sulle Alpi. Il ghiacciaio, che defluisce dalle pendici orientali del Monte Rosa verso l'abitato di Macugnaga, nell'estate del 2001 cominciò ad avanzare dopo decenni di ritiro. Entro la primavera del 2002 la fronte glaciale aveva raggiunto le morene depositate durante la P.E.G. e in taluni casi muri di ghiaccio si innalzarono per 5 o 10 m oltre il bordo delle stesse. Per effetto del surge a 2150 m di quota si venne a creare un lago epiglaciale, denominato Effimero, sul letto del ghiacciaio stesso. Il lago raggiunse una profondità massima di 57 m circa, una superficie di 150.000 m2 e un volume stimato di 3 milioni di m3. Nell'agosto del 2002, per evitare pericolose piene improvvise, la Protezione Civile operò lo svuotamento meccanico del lago mediante apposite idrovore. Il fenomeno di surge si esaurì nel 2003.

## Cause
Ci sono molte teorie riguardo al perché i surge glaciali si verificano.

### Controllo idrologico
I surge possono anche essere provocati dal rifornimento di acqua di disgelo alla base di un ghiacciaio, la quale fornisce un contributo importante nella riduzione dei limiti dovuti all'attrito del flusso glaciale. La distribuzione e la pressione d'acqua nel letto modula la velocità del ghiacciaio e quindi l'equilibrio di massa. L'acqua del disgelo può provenire da un certo numero di sorgenti, compresi i laghi supraglaciali, il riscaldamento geotermico del letto, la conduzione di calore all'interno del ghiacciaio e il trasferimento di calore. Nel letto vi sono un feedback positivo tra velocità e attrito, oltre alle alte velocità che generano più calore d'attrito e più acqua di disgelo. La fratturazione (crepacci) è anche potenziata dal flusso a maggiore velocità e che fornisce percorsi di trasmissione ancora più rapidi all'acqua di disgelo che scorre verso il letto. Comunque, Humphrey non trovò nessuna correlazione precisa tra la lentezza del ghiacciaio e il rilascio d'acqua al suo interno .
L'evoluzione del sistema di drenaggio sotto il ghiacciaio svolge un ruolo chiave nei cicli del surge.

### Regime termico
I ghiacciai che mostrano surge come quelli nelle Svalbard, con una fase di "attacco" più lenta, e una fase terminale più lunga possono essere controllati piuttosto termicamente che idrologicamente. Questi surge tendono a durare periodi di tempo più lunghi rispetto a quelli controllati idrologicamente.

### Ipotesi del letto deformabile
In altri casi, la geologia della roccia sottostante può determinare la frequenza del surge. Per esempio, le rocce sedimentarie scarsamente consolidate sono più propense a indebolirsi se sottoposte a tensione; uno "smottamento" sub-glaciale può permettere al ghiacciaio di scivolare. Questo spiega perché i ghiacciai soggetti a surge tendono a raggrupparsi in alcune aree.

### Massa critica
Meier e Post (1969) ipotizzano che quando una massa si accumula fino a un punto critico, incomincia a verificarsi la fusione basale. Questo fornisce una forza di galleggiamento, "sollevando" il ghiacciaio dal letto e riducendo la forza d'attrito. Tuttavia, questa ipotesi è ancora da dimostrare.